# Yverdon-les-Bains

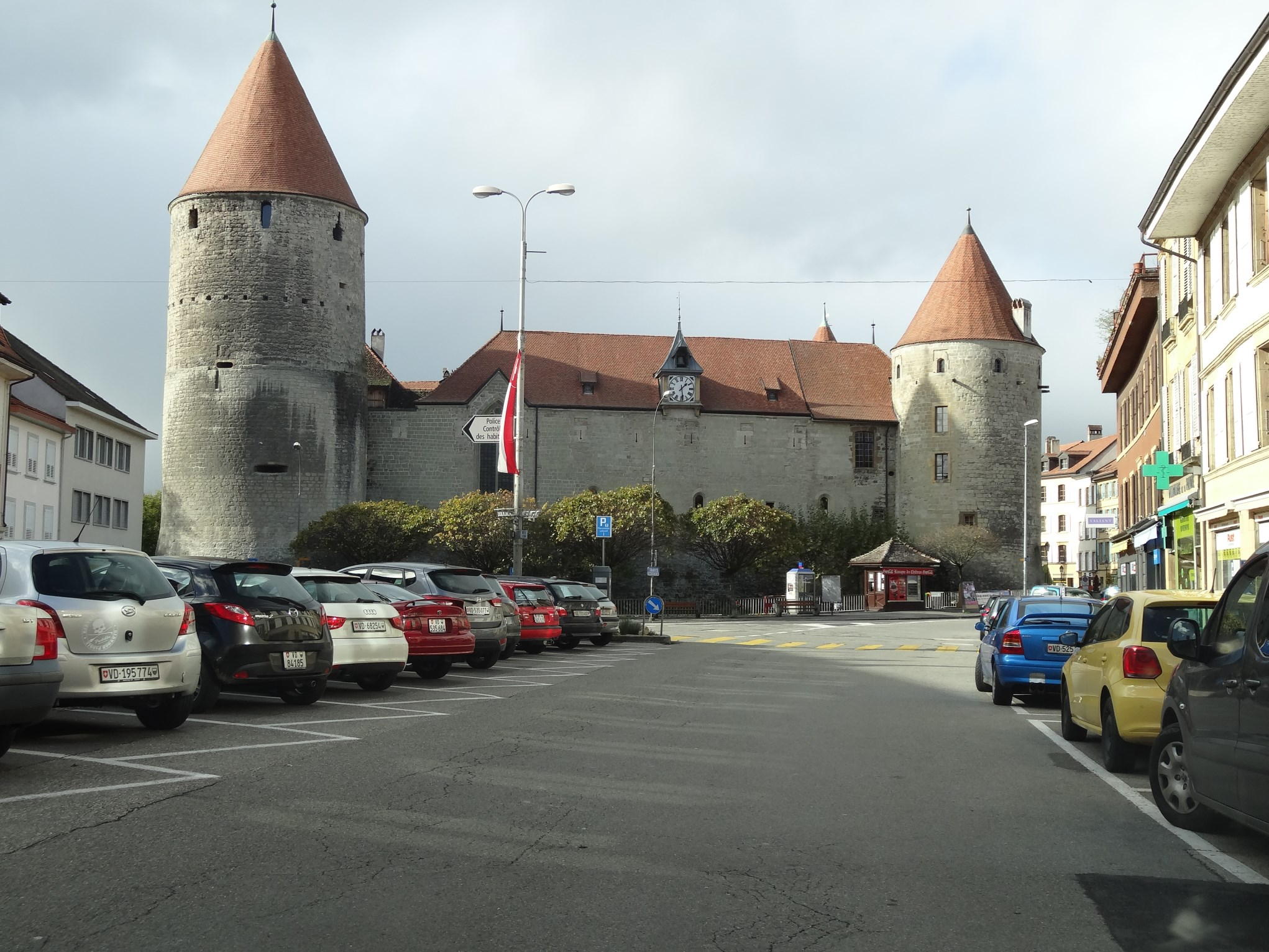
Das Schloss von Yverdon

Flagge der Gemeinde Yverdon-les-Bains

Yverdon-les-Bains (ⓘ) ist eine Stadt und Hauptort des Bezirks Jura-Nord vaudois des Kantons Waadt in der Schweiz. Die Stadt liegt auf einer Schwemmebene am südwestlichen Ende des Neuenburgersees an der Mündung der Zihl in den See und war bis August 2006 Hauptort des gleichnamigen Bezirks.
Erst im Jahre 1982 wurde Yverdon offiziell in Yverdon-les-Bains umbenannt, weshalb der Ort häufig immer noch Yverdon genannt wird. Les-Bains ist französisch und heisst Badeort. Während der römischen Epoche hiess der Ort Eburodunum. Der frühere deutsche Name Iferten oder Ifferten wird heute kaum mehr verwendet.
Yverdon ist ein Wirtschafts-, Verwaltungs- und Kulturzentrum im nördlichen Teil des Kantons Waadt mit zahlreichen kulturellen Veranstaltungen. Das Schloss Yverdon, ein Schloss der Herzöge von Savoyen (13. und 19. Jahrhundert), war 1805 bis 1825 eine von Johann Heinrich Pestalozzi geleitete Erziehungsanstalt, jetzt ist es ein Museum. Schon seit der Römerzeit sind die schwefelhaltigen Thermen von Yverdon bekannt.

## Geographie
Yverdon liegt auf 435 m ü. M., 30 km nördlich der Kantonshauptstadt Lausanne (Luftlinie). Die Stadt erstreckt sich auf der Schwemmebene am südwestlichen Ende des Neuenburgersees, an der Mündung der Zihl (frz. La Thielle), am Jurasüdfuss, im nördlichen Waadtländer Mittelland.
Die Fläche des 11,3 km² grossen Gemeindegebiets umfasst einen Abschnitt des Waadtländer Mittellandes. Der Hauptteil der Gemeinde wird von der flachen Schwemmebene der Thielle (nordöstlichster Teil der Orbeebene) eingenommen. Auf dem Stadtgebiet münden fünf kanalisierte Flussläufe in den Neuenburgersee. Von Süden nach Norden sind dies der Buron, der Canal Oriental, die Thielle, der Mujon und der Bey, der zugleich die nördliche Grenze bildet. Yverdon liegt nicht direkt am See, sondern hinter einem Uferrandstreifen, der teils für Sport- und Freizeitanlagen (Ausstellungsgelände der Expo.02) genutzt wird, teils auch als Naturschutzzone mit Schilfrohrbeständen und Wald ausgewiesen ist. Nach Südwesten erstreckt sich der Gemeindeboden in die landwirtschaftlich intensiv genutzte Ebene beidseits der Thielle. Im Süden und Südosten hat Yverdon Anteil am Westabhang des Montéla, an dem mit 570 m ü. M. der höchste Punkt des Stadtgebietes erreicht wird. Von der Gemeindefläche entfielen 1997 53 % auf Siedlungen, 8 % auf Wald und Gehölze, 35 % auf Landwirtschaft, und etwas mehr als 4 % war unproduktives Land.
Zu Yverdon-les-Bains gehören ausgedehnte Villenviertel am Westhang des Montéla, mehrere Gewerbe- und Industriezonen sowie einige Einzelhöfe in der Ebene südwestlich der Stadt. Seit dem 1. Juli 2011 gehört auch die ebenfalls südlich gelegene Ortschaft Gressy zu Yverdon-les-Bains. Nachbargemeinden von Yverdon sind Cheseaux-Noréaz, Cuarny, Pomy, Belmont-sur-Yverdon, Ependes, Treycovagnes und Montagny-près-Yverdon.

## Geschichte

### Frühgeschichte
Ungefähr um 4000 v. Chr. errichteten neolithische Siedler der Chassey-Lagozza-Cortaillod-Kultur auf dem Gebiet des heutigen Yverdon das Alignement von Clendy an der damaligen Mündung des Flusses Orbe.
In der Eisenzeit, ungefähr um 800 v. Chr., lebten im Gebiet von Yverdon und seiner Umgebung keltische Stämme, von denen die Helvetier wohl die bekanntesten sind. Unter den Helvetiern wurde Eburodunos dank seiner Lage zu einem Handelszentrum: Einerseits lag es an der Römerstrasse von Lausanne nach Avenches (die die Rhone mit dem Rhein verband), andererseits an der Hauptverbindungsachse von Gallien nach Italien.

### Römische Epoche

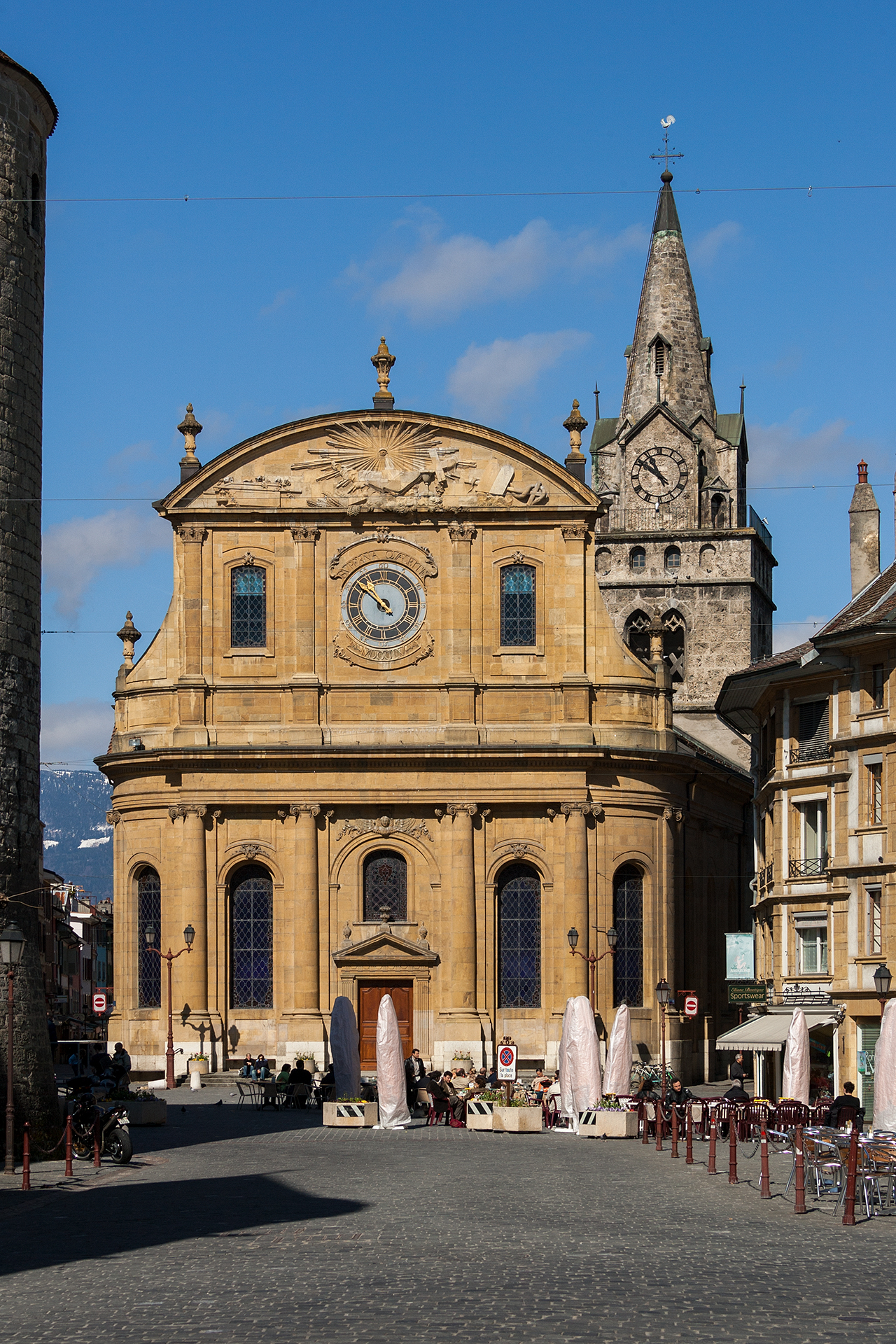
Stadtkirche

Von den Römern wurde überliefert, dass die Helvetier das alte Eburodunos zerstörten und den Flammen übergaben, als sie nach Gallien emigrierten. Nachdem das alte Helvetien im Jahr 58 v. Chr. von den Römern erobert worden war, bauten diese in Yverdon einen Vicus, eine Militärbasis mit Soldaten, Handwerkern, Schiffern und Schiffbauern, aber auch Beamten und Magistraten. Das Römerlager befand sich dort, wo heute der städtische Friedhof liegt. Die Römer übernahmen den keltischen Namen des Ortes und nannten ihn von nun an Vicus eburodunensis oder einfach Eburodunum. Schon die Römer kannten die Heilwirkung der vor der Stadt gelegenen schwefelhaltigen Thermalquellen und leiteten deren Wasser mit Rohren in ihre Stadt.
Die Römerstadt selbst war nicht befestigt. Um das Jahr 260 herum wurde sie deshalb von den Alemannen überfallen und zerstört. Erst 370 wurde Yverdon wieder aufgebaut − diesmal als stark befestigtes Castrum. Es wurde zu Beginn des 5. Jahrhunderts von den Römern aufgegeben, als diese die Provinz Helvetien den Burgundern überliessen.

### Burgunderzeit
Ab dem Jahr 443 stand Yverdon unter dem Schutz der Burgunder, die es auch christianisierten. Danach verschwand die Stadt für einige Jahrhunderte aus den Geschichtsbüchern.
Die erste urkundliche Erwähnung des Ortes im Mittelalter erfolgte im Jahr 971 unter der Bezeichnung in pago everdunense und 998 wurde auch der Neuenburgersee als lacus Everdunensis genannt. Später erschienen die Namen Everdun (1228) und Yverdunum (1340).
Im 9. und 10. Jahrhundert gehörte Yverdon zum Heiligen Römischen Reich Deutscher Nation. Aufgrund der ständigen Fehden und Kriege zwischen den lokalen Feudalherren herrschte jedoch in der gesamten Region dieser Zeit praktisch Anarchie.

### Savoyer

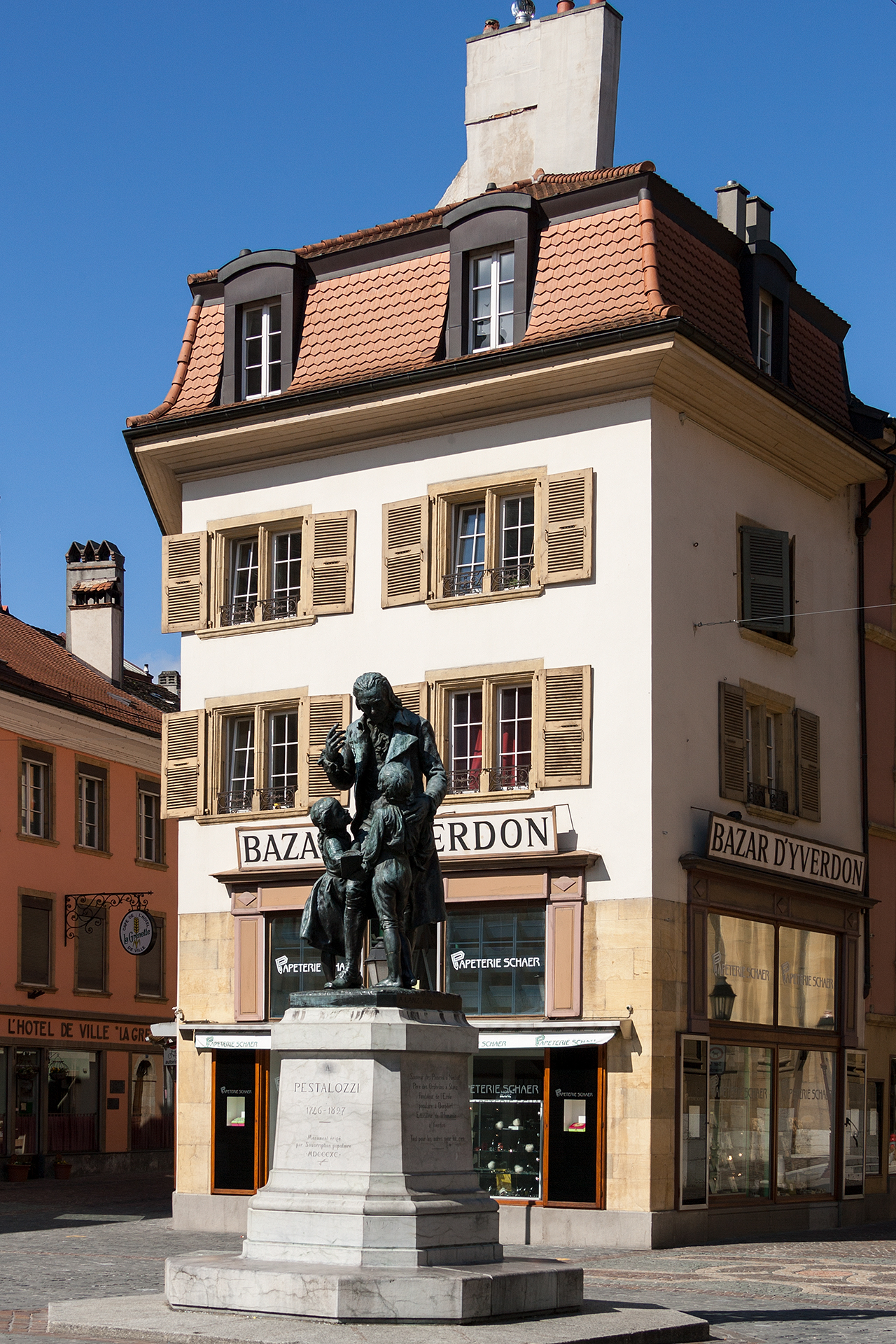
Pestalozzi-Denkmal

Im Jahr 1251 erbte Peter von Savoyen die Ländereien und Güter von Yverdon von seinem Schwiegervater Aymon de Faucigny. Der Petit Charlemagne («der kleine Karl der Grosse») wusste nichts Besseres zu tun, als die Menschen und die Stadt an ihren heutigen Standort zwischen dem See und den beiden Flüssen umzusiedeln. Peter von Savoyen befestigte die neue Stadt und liess zwischen 1260 und 1272 eine Stadtmauer sowie das Schloss Yverdon bauen.
Unter Peter von Savoyen erhielt Yverdon 1260 das Marktrecht und bekam 1264 das Recht, einen Wochenmarkt (immer donnerstags) und einen dreitägigen Jahrmarkt im Herbst abzuhalten. Yverdon lag an der wichtigen Handelsroute auf der Achse zwischen dem Genferseebecken und Neuchâtel und den Hochebenen des Juras. Auch die Schifffahrt auf der Thielle und dem Neuenburgersee war zu jener Zeit für die Stadt wichtig, und sie hatte gleich zwei Häfen: Gleyre und La Pleine. Dadurch erlebte Yverdon Ende des 13. Jahrhunderts einen bedeutenden wirtschaftlichen Aufschwung.
Zu Ende des 14. und Beginn des 15. Jahrhunderts wurden die ersten Häuser ausserhalb der Befestigungsmauern gebaut: der Faubourg de la Pleine, der Faubourg de l’Hôpital und der Faubourg des Moulins entstanden.

### Berner Periode
Der Frieden und Wohlstand, den Yverdon im Herzogtum Savoyen während mehrerer Jahrhunderte erlebte, hatte ein Ende, als eine neue politische Kraft auftauchte: die Schweizer. 1475 musste die Stadt Yverdon vor den eidgenössischen Truppen kapitulieren und stand danach unter deren Besatzung. Der Frieden nach den Schlachten von Grandson und Murten dauerte nur kurze Zeit, bis die Berner Streitkräfte das Waadtland eroberten. Im Februar 1536, als alle anderen wichtigen Waadtländer Städte bereits erobert waren, leistete Yverdon noch Widerstand, musste aber in der Nacht vom 24. auf den 25. Februar kapitulieren.
Unter bernischer Herrschaft wurde das savoyische Schloss zur Residenz der Landvögte. Die Vogtei Yverdon war wesentlich grösser als der heutige Bezirk Yverdon. Sie reichte im Westen bis an die französische Grenze bei Sainte-Croix und nach Les Clées, im Süden bis fast nach Echallens und im Osten in das Molassehügelland im Bereich der Mentue.
Die Berner Herren brachten neben anderen Veränderungen den Protestantismus in die bisher katholische Stadt. Sie zerstörten die alte Kirche, die Peter von Savoyen an der Stelle des alten römischen Castrum errichtet hatte.
Unter der strengen Berner Herrschaft herrschte in Yverdon Recht und Ordnung. Die alten Stadtmauern wurden wieder aufgebaut und mit Wehrtürmen versehen. Die Berner reparierten ausserdem den Glockenturm und förderten aktiv die Wirtschaft und den Handel durch den Bau von Geschäftshäusern und Markthallen. Ab Ende des 16. Jahrhunderts erlebte die Stadt durch die Ankunft hugenottischer Flüchtlinge einen weiteren Aufschwung.
So hatte die Besatzung durch die Berner doch einige positive Aspekte: Neben der Wirtschaftsförderung wurde das Schulsystem ausgebaut, neue Strassen wurden gebaut und alte verbessert, eine Post und ein Postkutschendienst eingerichtet. Ausserdem wurde der Entreroches-Kanal angelegt, der die Stadt mit dem Genfersee verbinden sollte. Yverdon wurde zur zweitwichtigsten Stadt im Waadtland.

### Aufklärung

Luftbild aus 400 m von Walter Mittelholzer (1919)

Schon vor dem 18. Jahrhundert war Yverdon bekannt, Wissenschaftlern, Philosophen, Schriftstellern und Reisenden gegenüber offen zu sein und diese herzlich zu empfangen. Menschen aus ganz Europa reisten nach Yverdon, um sich im schwefelhaltigen Wasser der in den 1730er-Jahren ausgebauten Thermalquellen ihre diversen Gebrechen wegzubaden.
Yverdon verfügte im 18. Jahrhundert über nicht weniger als sieben Druckereien. Hier wurde zwischen 1770 und 1780 u. a. die bekannte Encyclopédie d’Yverdon gedruckt. Jean-Jacques Rousseau flüchtete aus Frankreich nach Yverdon, zu seinem Freund Rougin. Yverdon hatte ab 1730 sogar eine direkte Schifffahrtslinie vom Hafen Gleyre nach London.

Nach dem Zusammenbruch des Ancien Régime wurde Yverdon am 25. Januar 1798 − als letzte Stadt des Waadtlandes − dem im Rahmen der helvetischen Verfassung neu geschaffenen Kanton Léman zugesprochen. Dieser ging 1803 mit der Inkraftsetzung der Mediationsverfassung im Kanton Waadt auf. Seit 1798 ist Yverdon Hauptort des gleichnamigen Bezirks. 

### 19. Jahrhundert
Im 19. Jahrhundert wurde Yverdon endgültig von der industriellen Revolution und ihren Folgen eingeholt. Die Stadtmauern wurden geöffnet und teilweise niedergerissen. Die Stadtverwaltung kaufte das Schloss und richtete darin eine Schule ein, in der der bekannte Schweizer Pädagoge Johann Heinrich Pestalozzi unterrichtete. Seine revolutionären Methoden machten Yverdon weit über die Landesgrenzen hinaus bekannt. 1890 wurde ihm zu Ehren eine Statue errichtet.
In den 1830er-Jahren wurde der Schifffahrtsbetrieb auf dem Entreroches-Kanal eingestellt und durch eine Eisenbahnlinie zwischen Yverdon und Lausanne ersetzt, die am 7. Mai 1855 eröffnet wurde. In den 1860er-Jahren wurde die Stadtbeleuchtung von Öl auf Petrol und anschliessend auf Gas umgestellt. Daneben schossen neue Industrien aus dem Boden, und neue Quartiere wurden gebaut.

### 20. Jahrhundert
Im Generalstreik 1918 entschlossen die Eisenbahner fast einstimmig zum Streik. Die Schreiner schlossen sich an. Die Zeitung Peuple d’Yverdon versuchte, ihre Arbeitsniederlegung zu ignorieren. 1971 haben bei der Firma Paillard SA Arbeiter gegen die Arbeitsbedingungen demonstriert. Als Reaktion darauf gründeten etwa 50 Manager und Unternehmer eine sogenannte Ligue antirévolutionaire unter Leitung von André Jeanneret.

## Bevölkerung
| Bevölkerungsentwicklung | Bevölkerungsentwicklung |
| Jahr                    | Einwohner               |
| ----------------------- | ----------------------- |
| 1803                    | 2500                    |
| 1850                    | 3619                    |
| 1900                    | 7985                    |
| 1910                    | 8634                    |
| 1930                    | 9715                    |
| 1950                    | 12'266                  |
| 1960                    | 16'338                  |
| 1970                    | 20'538                  |
| 1980                    | 20'802                  |
| 1990                    | 22'758                  |
| 2000                    | 24'376                  |
| 2020                    | 29'955                  |

Mit 30'202 Einwohnern (Stand 31. Dezember 2023) ist Yverdon bevölkerungsmässig nach Lausanne die zweitgrösste Gemeinde des Kantons Waadt. Von den Bewohnern sind 82,6 % französischsprachig, 3,9 % sprechen Serbokroatisch und 3,5 % Portugiesisch (Stand 2000). Die Bevölkerungszahl von Yverdon stieg in den letzten zwei Jahrhunderten stetig an. Der grösste Bevölkerungszuwachs mit über 60 % wurde zwischen 1950 und 1970 registriert. Rund 32 % der Bevölkerung sind Ausländer.

## Politik

### Gemeindeparlament
- SP-PdA: 26
- Grüne: 27
- FDP-glp: 36
- SVP: 11

Gesetzgebende Behörde ist der von den Stimmberechtigten der Gemeinde Yverdon-les-Bains alle vier Jahre gewählte Gemeinderat (conseil communal). Die 100 Abgeordneten werden im Proporzwahlverfahren gewählt. Die Aufgaben des Gemeindeparlaments umfassen die Budget- und Rechnungsabnahme, die Festlegung der Gemeindereglemente und die Kontrolle der Exekutive. Bei den Wahlen vom 7. März 2021 ergab sich folgende Sitzverteilung:
- FDP.Die Liberalen und Grünliberale Partei (PLR et Vert’libéraux): 36 Sitze
- Grüne Partei der Schweiz (Les Vert·e·s et solidaires): 27 Sitze
- Sozialdemokratische Partei und Partei der Arbeit (Parti socialiste - POP | solidaire, populaire et durable): 26 Sitze
- Schweizerische Volkspartei (UDC, artisans et indépendants): 11 Sitze

### Nationalratswahlen
Bei den Schweizer Parlamentswahlen 2023 betrugen die Wähleranteile in Yverdon-les-Bains: SP 31,2 %, FDP 19,5 %, SVP 17,0 %, Grüne 13,5 %, POP/Sol 6,7 %, glp 4,6 %, Die Mitte 3,7 %, EDU 1,3 %, EVP 1,0 %.

## Wirtschaft
Yverdon ist ein bedeutendes regionales Wirtschafts- und Verwaltungszentrum. Noch rund 1 % der Erwerbstätigen sind im primären Sektor, 34 % im sekundären Sektor und 65 % im Dienstleistungssektor beschäftigt.
Die Landwirtschaft konzentriert sich auf die fruchtbare Schwemmebene beidseits der Thielle südwestlich der Stadt. Auf den Ackerflächen werden Getreide, Zuckerrüben und Raps angebaut. Daneben gibt es dank dem milden und sonnenscheinreichen Klima ausgedehnte Gemüsekulturen.
Die Entwicklung zum Industriestandort erfolgte mit der Anbindung von Yverdon an das Eisenbahnnetz der Schweiz Mitte des 19. Jahrhunderts. Seit 1853 ist die Stadt Standort der zentralen Werkstätten der SBB. Bereits 1814 wurden die Werkstätten von Paillard-Bolex gegründet, deren Nachfolger die Hermes Precisa International (1974–1989) war. Internationale Bekanntheit erlangte die 1909 gegründete Leclanché SA, welche die ersten brauchbaren galvanischen Trockenelemente (Batterien) serienweise produzierte.
Heute hat in Yverdon die regional bedeutende Metall-, Maschinen- und Zigarrenindustrie ihren Sitz. Daneben haben sich Betriebe der Elektrotechnik, der Feinmechanik, der Informationstechnologie, des Baugewerbes und der Nahrungsmittelindustrie sowie viele weitere kleinere Unternehmen (insgesamt über 500) angesiedelt. Die Gewerbe- und Industriezonen von Yverdon befinden sich in Bahnhofnähe sowie am westlichen und am südlichen Stadtrand. Bereits zur Gemeinde Montagny-près-Yverdon gehört die Gewerbezone Chamard am nordwestlichen Stadtrand mit Einkaufszentren und zahlreichen Freizeit- und Sportläden.
Yverdon ist Standort der Stadt- und Bezirksverwaltung, vieler Banken und Versicherungen sowie eines Verlagshauses. 1986 wurde der Y-Parc gegründet, ein Wissenschafts- und Technologiepark, der Unternehmen in der Startphase beratend und unterstützend zur Seite steht und innovative Projekte in der Forschung und im Marketing fördert.

### Tourismus

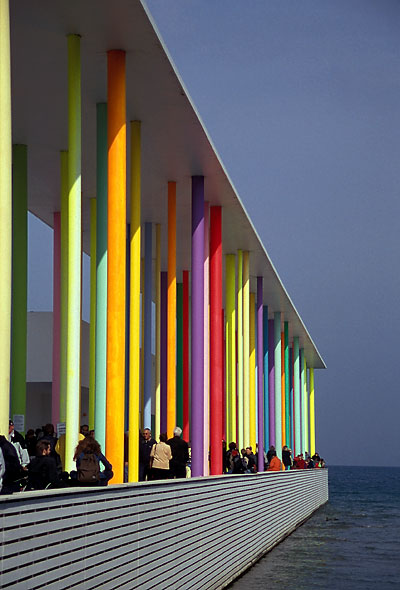
Expo.02: Ausstellung Oui!

Dank den Thermalbädern, die bereits von den Römern benutzt wurden, ist Yverdon-les-Bains ein Kurort. Die erste Blütezeit des Bädertourismus der neueren Zeit erfolgte im Lauf des 18. Jahrhunderts mit dem Bau des Hôtel des Bains. Einen weiteren Aufschwung gab es Ende des 19. Jahrhunderts, als die Hydrotherapie in Mode kam. In diese Zeit fiel der Bau eines neuen Thermalgebäudes (1887) und der Rotonde im typischen mondänen Architekturstil.
Nachdem die Bedeutung von Yverdon als Badeort in der ersten Hälfte des 20. Jahrhunderts etwas zurückgegangen war, folgte ein neuer Entwicklungsschub mit dem Bau des modernen Thermalzentrums 1977 und der Einweihung des grossen Freiluftthermalbades 1983. Mit der Umbenennung von Yverdon in Yverdon-les-Bains 1981 wurde der Badetourismus auch international vermarktet.
Auch die Sehenswürdigkeiten der Altstadt, die Museen und die Lage am See ziehen Besucher an. Im Jahr 2002 war Yverdon-les-Bains Standort einer der fünf Arteplages der Schweizerischen Landesausstellung Expo.02, welche der Stadt zu einem weiteren touristischen Aufschwung verhalf. Eine der Hauptattraktionen und Wahrzeichen von Yverdon war Le Nuage (Die Wolke), ein im Neuenburgersee stehendes Stahlgerüst, das mit über 30'000 winzig kleinen Düsen eine Wolke produzierte, die von den Besuchern betreten werden konnte. Mittlerweile ist die Konstruktion (zusammen mit den anderen Ausstellungsobjekten) wieder abgebrochen worden.

## Verkehr

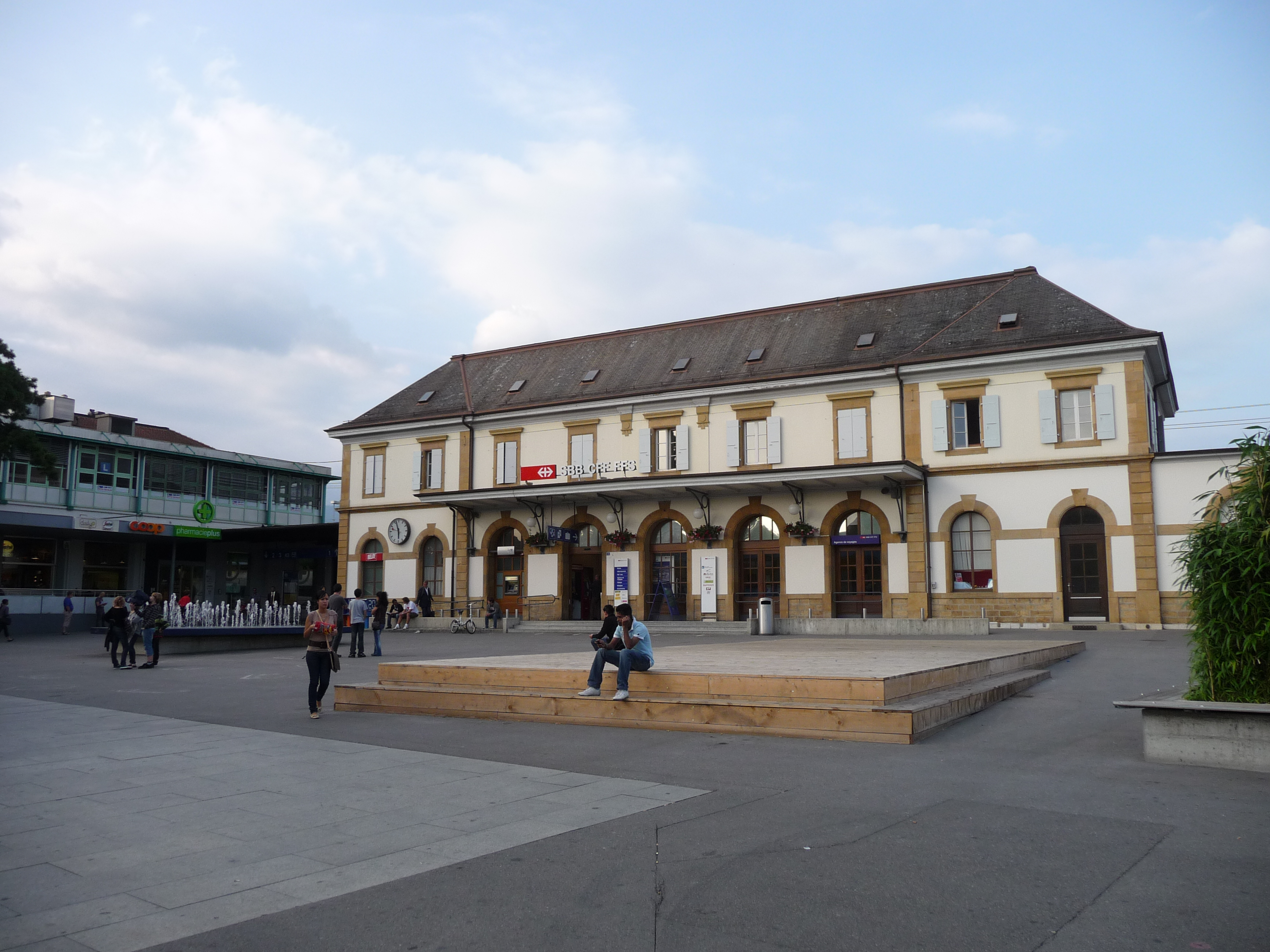
Der SBB-Bahnhof

Yverdon-les-Bains ist ein bedeutender Verkehrsknotenpunkt am Südwestende des Neuenburgersees. Es liegt an der Hauptstrasse 5 von Lausanne nach Neuenburg und ist Ausgangspunkt weiterer wichtiger Strassen nach Estavayer-le-Lac, Moudon, Orbe und Sainte-Croix. Die Stadt liegt an der Autobahn A1, der Schweizer Hauptachse durch das Mittelland von Genf nach St. Gallen. Der Abschnitt Lausanne–Yverdon mit dem Anschluss Yverdon-Sud wurde 1981 eröffnet, die Fortsetzung in Richtung Bern wurde 2001 dem Verkehr übergeben. Von der A1 zweigt seit 1984 die A5 ab, welche die Ebene von Yverdon mit einer 3 km langen Brücke überquert.
Der Anschluss von Yverdon an das Eisenbahnnetz erfolgte am 7. Mai 1855 mit der Eröffnung der Bahnlinie nach Bussigny-près-Lausanne. Am 7. November 1859 wurde die Linie nach Neuchâtel und am 1. Februar 1877 jene nach Payerne in Betrieb genommen. Die Schmalspurbahn Yverdon–Ste-Croix (YSteC) wurde am 27. November 1893 eingeweiht.

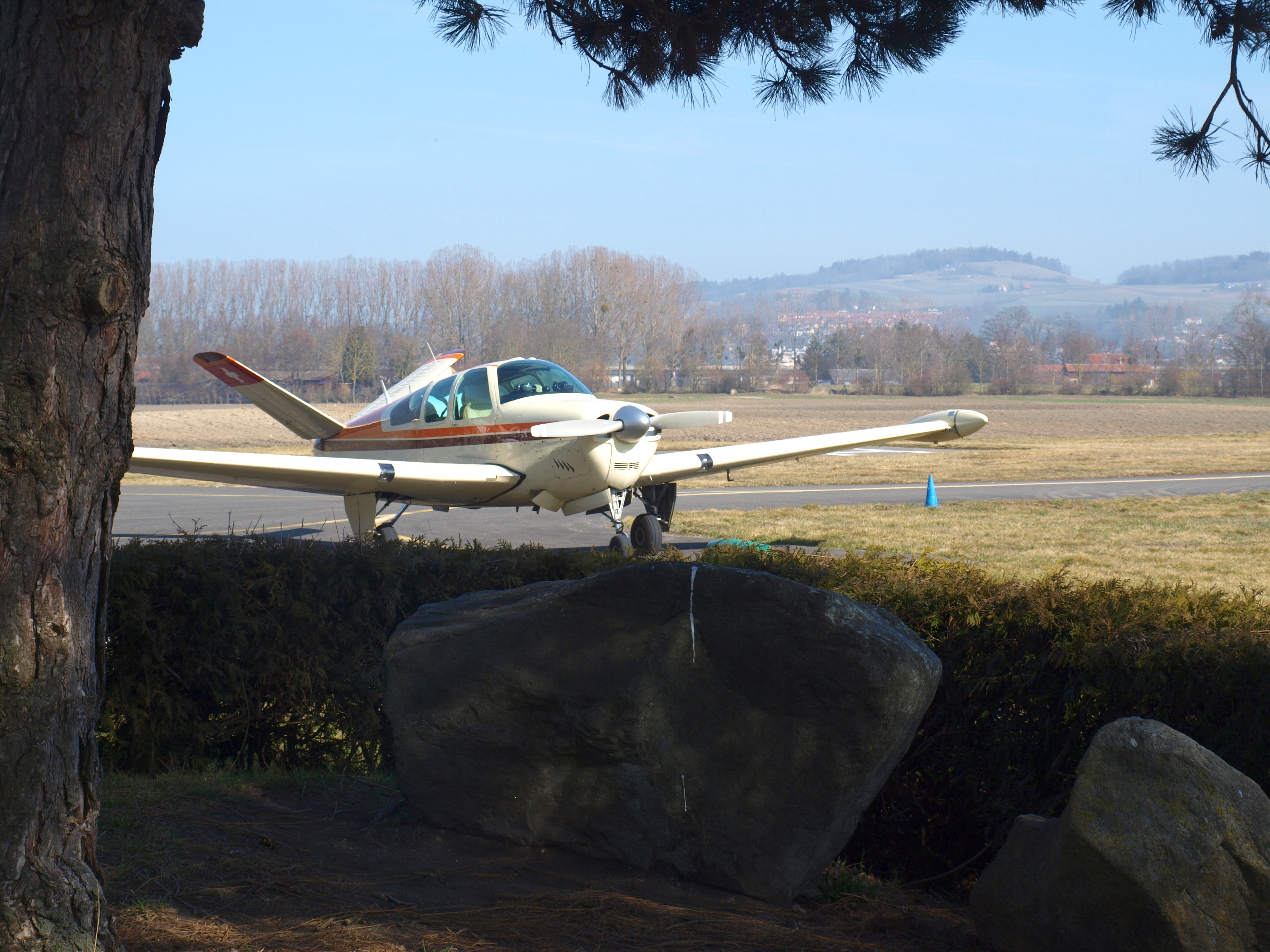
Flugplatz Yverdon-les-Bains

Für die Feinverteilung im öffentlichen Verkehr sorgen das Stadtbusnetz von Yverdon und zahlreiche Postautolinien, welche die Stadt mit ihrem Umland verbinden. Yverdon wird von der Schifffahrtsgesellschaft auf dem Neuenburger- und dem Murtensee (LNM) bedient. In der Orbeebene liegt der Flugplatz Yverdon-les-Bains.

## Bildung
Als wichtiges Bildungszentrum im nördlichen Teil des Kantons Waadt verfügt Yverdon über sämtliche Schulstufen bis zum Gymnasium. Das CESSNOV (Centre d’enseignement secondaire supérieur du Nord vaudois), ein grosses, für rund 1000 Schüler konzipiertes Schulzentrum, befindet sich knapp ausserhalb der Stadtgrenze auf dem Gemeindegebiet von Cheseaux-Noréaz. Im Weiteren gibt es in Yverdon zahlreiche kantonale Schulen, darunter die waadtländische Ingenieurschule (eivd), die Berufsschule für den nördlichen Kantonsteil, eine Industrie-Werkmeister-Schule und ein Technikum.

## Kultur, Museen

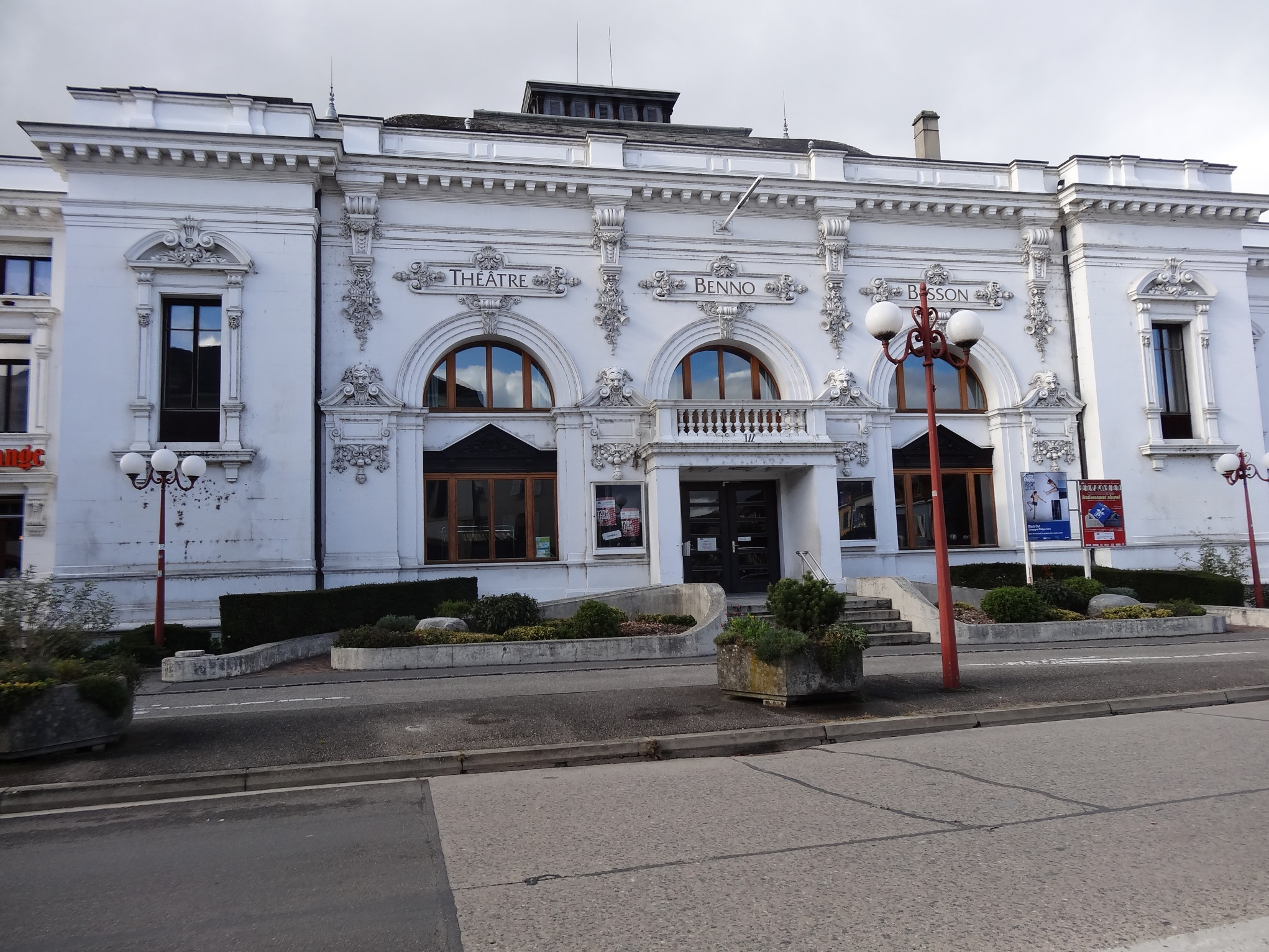
Théâtre Benno Besson

- Die Stadt besitzt eine Stadtbibliothek, vier Museen sowie zwei Theater: das 1898 eröffnete Théâtre Benno Besson[10] mit 460 Plätzen und das Théâtre de l’Echandole im Schlosskeller.
- Das Heimatmuseum (Musée d’Yverdon) befindet sich im Schloss. Es wurde bereits 1761 als eines der ältesten Museen im Kanton gegründet. Es zeigt in seiner ortsgeschichtlichen und ethnographischen Sammlung bedeutende Fundstücke aus 6000 Jahren bis zur keltischen und römischen Epoche. Die Gewölbe des Schlosses beherbergen eine Ausstellung zum Thema «Schifffahrt im Altertum». Den Kern bilden zwei 1971 und 1984 gefundene Schiffe aus der römischen Zeit, die bemerkenswert gut erhalten sind.
- Die Maison d’Ailleurs (Haus von Anderswo) gilt als einziges Museum für Science-Fiction, Utopie und aussergewöhnliche Reisen der Welt. Es wurde 1976 vom Schriftsteller Pierre Versins ins Leben gerufen. Die Sammlungen der Maison d’Ailleurs bestehen aus Zehntausenden von Büchern, Comics, Spielzeugen und Kunstwerken.
- Ferner gibt es noch das Musée de la Mode und ein Schul- und Erziehungsmuseum.

### Veranstaltungen
2005 und 2015 fand in Yverdon der internationale Roboterwettbewerb Eurobot statt. Im Jahr 2005 wurde er seit seiner Gründung 1998 das erste Mal ausserhalb Frankreichs ausgetragen.

## Sehenswürdigkeiten

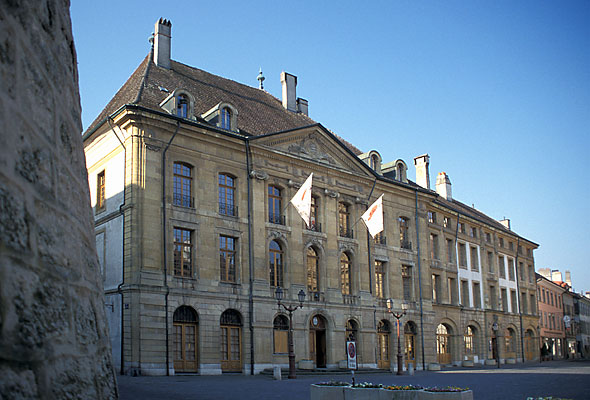
Hôtel de ville (Rathaus)

Yverdon-les-Bains besitzt ein malerisches historisches Stadtbild. Die mittelalterliche Altstadt befindet sich zwischen der Thielle und dem Canal Oriental. Der näherungsweise ovale Stadtgrundriss mit einer Ausdehnung von etwa 300 m Länge und 200 m Breite besitzt eine Hauptstrasse als Längsachse, südlich davon zwei weitere Längsgassen sowie mehrere Quergässchen.
Am östlichen Ende der Altstadt steht am Pestalozzi-Platz das Schloss Yverdon, ein charakteristisches Beispiel des Carré Savoyard in der Form einer vierflügeligen Anlage, flankiert von drei kleineren Rundtürmen und einem massiven runden Bergfried an der Südostecke. Es wurde im 13. Jahrhundert innert weniger Jahre erbaut und erfuhr seither vor allem in den Wohntrakten zahlreiche Umgestaltungen und Restaurierungen. Im Schloss befindet sich das 1763 gegründete Stadtmuseum. Hier werden keltische Kunstgegenstände, römische Boote und ein Sarkophag mit der ptolemäischen Mumie von Nesshou ausgestellt. Im Musée Suisse de la Mode, das sich ebenfalls im Schloss befindet, werden textile Schätze aus der Epoche von 1850 bis 1960 gezeigt.
Ebenfalls am Pestalozzi-Platz steht die reformierte Kirche Notre-Dame, die in den Jahren 1753 bis 1757 an der Stelle eines gotischen Vorgängerbaus errichtet wurde. Sie wurde gegen den Platz hin mit einer markanten fünfachsigen Barockfassade mit geschwungenem Giebel ausgestattet. Vom Vorgängerbau wurden der spätgotische Glockenturm (1608–1610) und das reich geschnitzte Chorgestühl von 1499 bis 1502 übernommen.

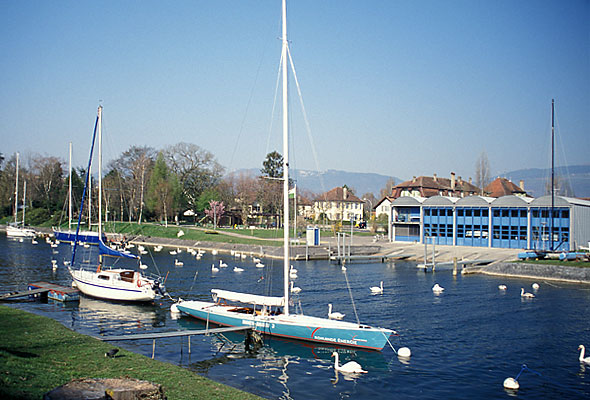
Die kanalisierte Thielle

Auf der Südseite des Platzes wurde an der Stelle des ehemaligen Kornhauses von 1767 bis 1773 das Hôtel de ville (Rathaus) erbaut. Es besitzt eine Schaufassade mit Pilasterrisalit und Dreiecksgiebel. Hier finden das ganze Jahr über Ausstellungen zu verschiedenen Themen statt. Auch die Préfecture, das ehemalige Hôtel de l’Aigle, von 1776 stammt aus der so genannten Belle Époque. Auf dem Pestalozzi-Platz steht das Pestalozzidenkmal von 1889.
In der Altstadt sind zahlreiche Bürger- und Patrizierhäuser aus dem 17. und 18. Jahrhundert erhalten. Auch ausserhalb der Altstadt gibt es weitere bemerkenswerte Gebäude: das 1898 im Stil des Neubarocks erbaute Casino und das auf der anderen Seite der Place d’Armes stehende Neurenaissance-Schulhaus (1897). Die Villa d’Entremonts ist ein typischer Landsitz von 1779 inmitten einer Parkanlage. An der Rue de la Maison-Rouge steht die 1837 bis 1841 erbaute klassizistische katholische Kirche Saint-Pierre.
In einer Waldlichtung am Ostrand der Stadt nahe der Hauptstrasse in Richtung Estavayer-le-Lac befindet sich das Alignement von Clendy, eine prähistorische Steinallee. Sie besteht aus 45 Menhiren und Statuenmenhiren und ist die eindrucksvollste Megalithanlage der Schweiz. Die Steine wurden 1878 in der Folge der Juragewässer-Korrektion mit Absenkung das Seewasserspiegels entdeckt, 1975 aufgestellt, und 1986 wurde die Anlage restauriert.

## Bilder

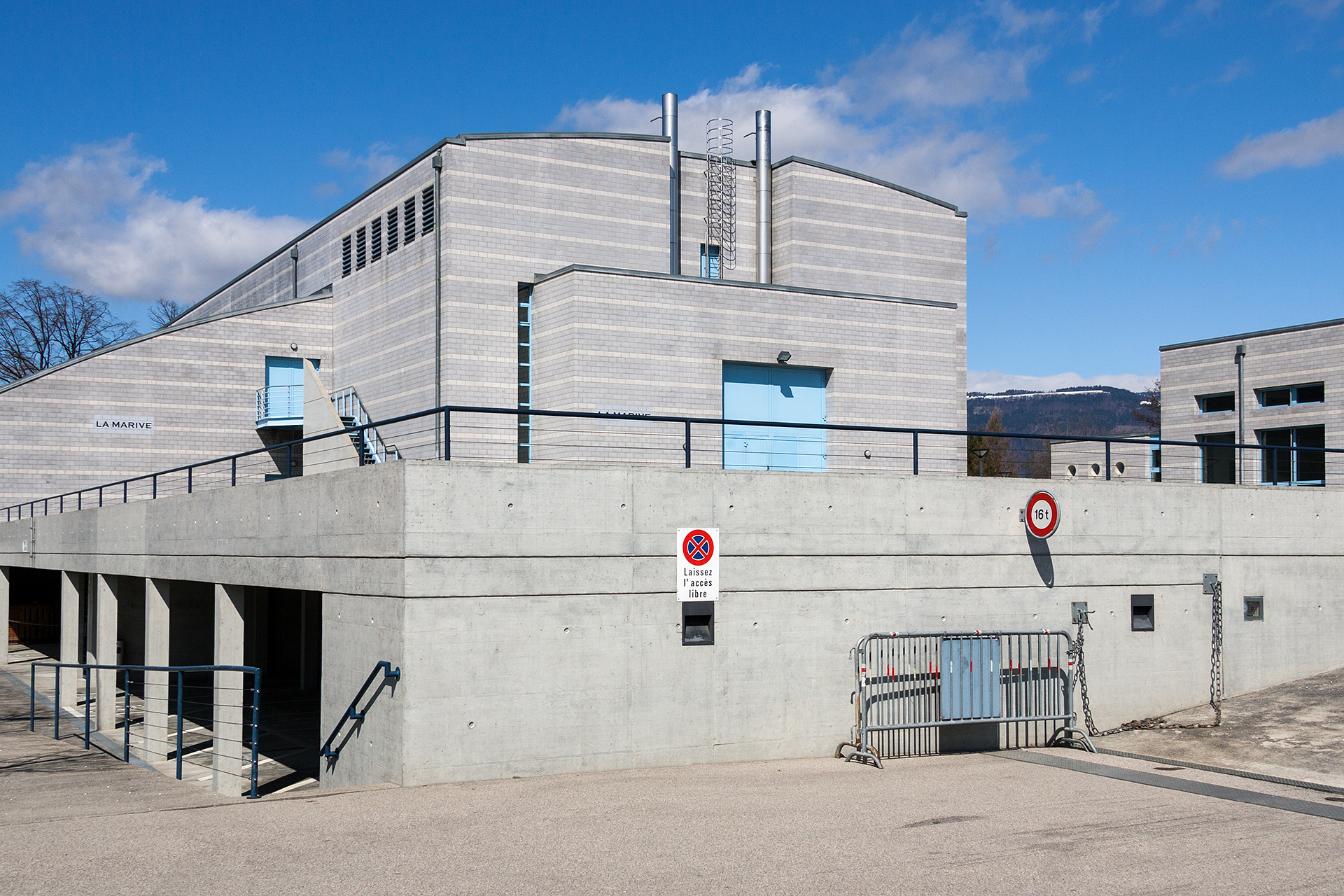
Saal: La Marive
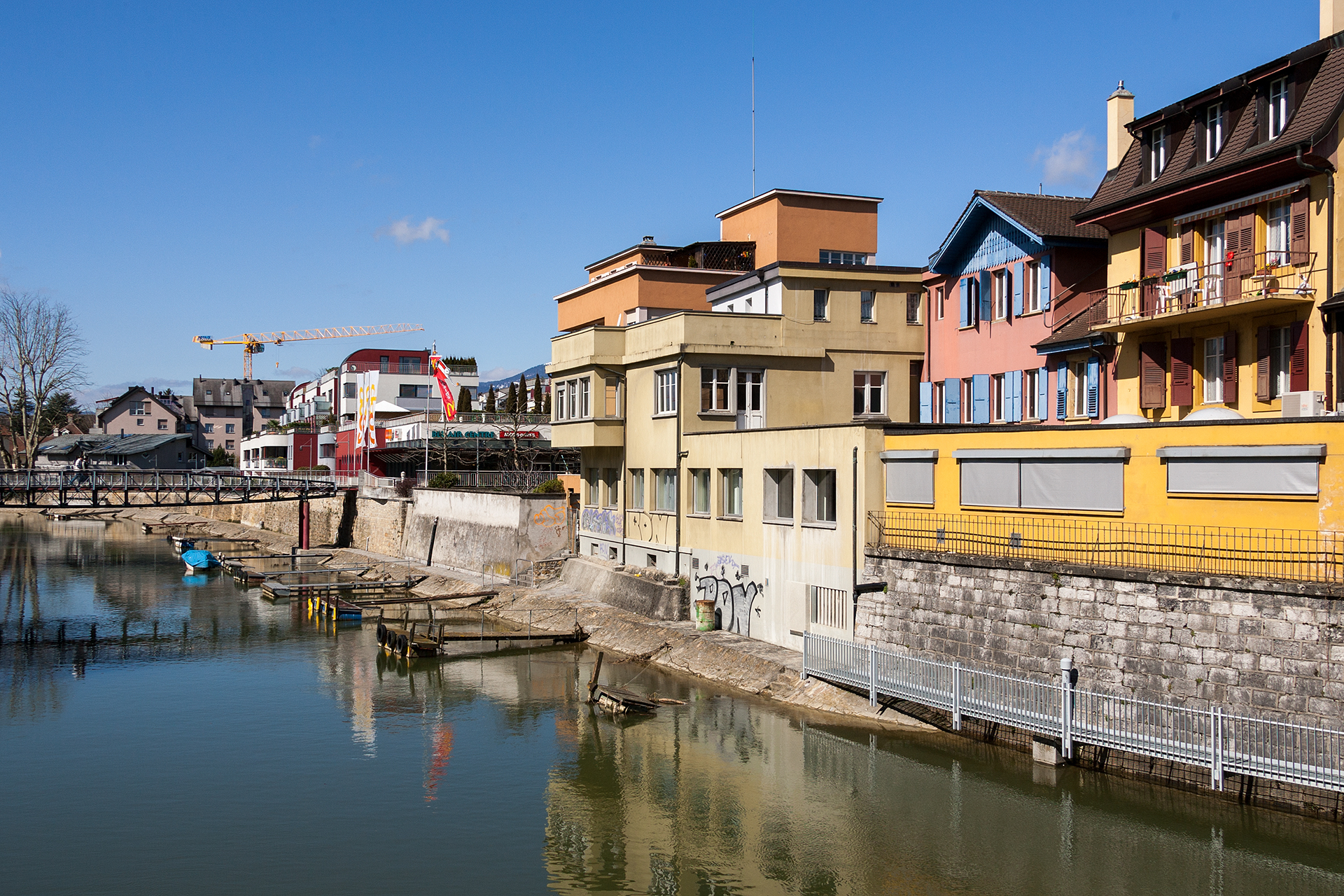
La Thièle
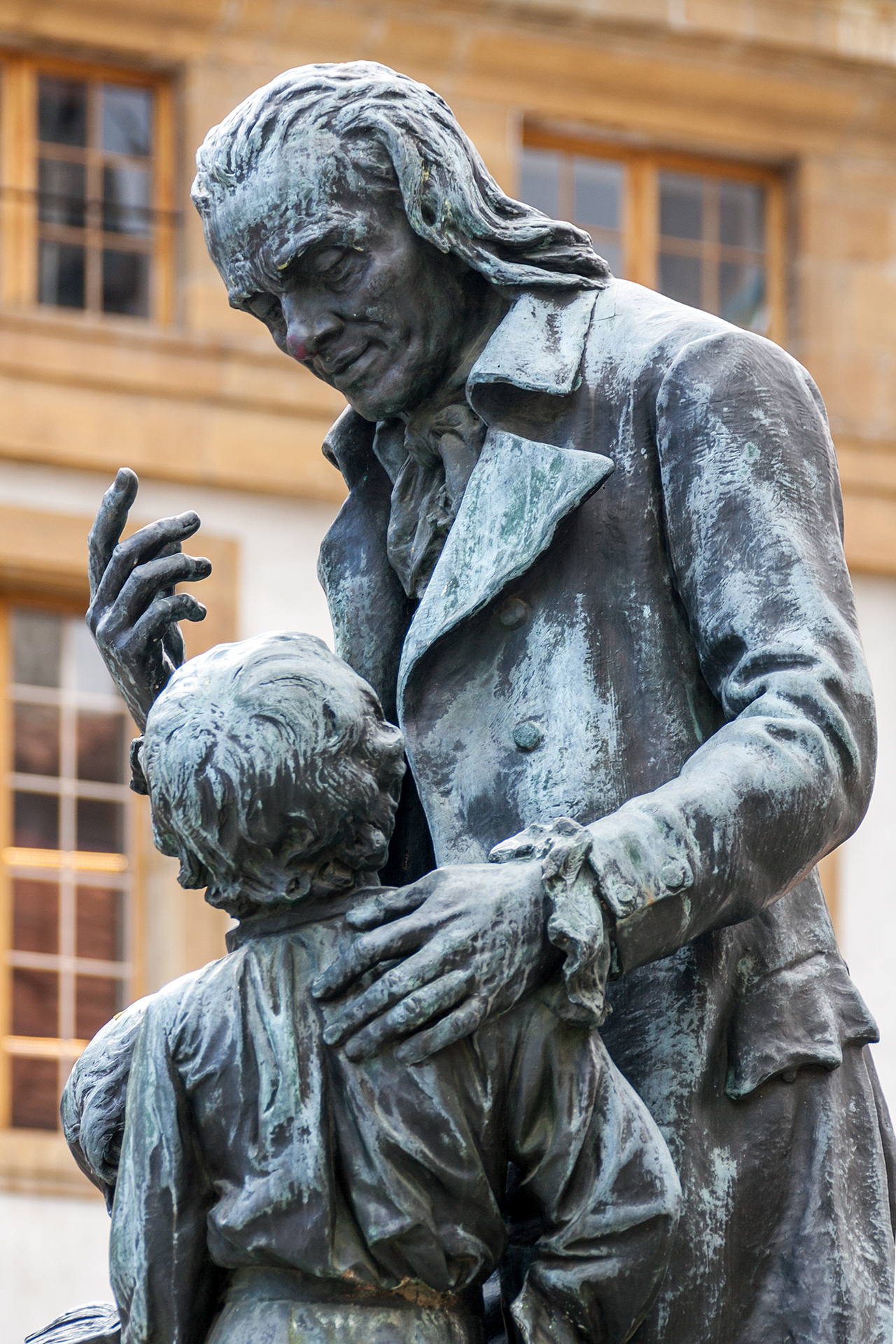
Pestalozzi-Denkmal (Teilansicht)

## Sport
Im Stade Municipal tragen die Fussballvereine Yverdon Sport FC und FC Yverdon Féminin ihre Heimspiele aus. Ebenso nutzt der Rugbyverein RC Yverdon das Stadion für besonders wichtige Begegnungen.

## Städtepartnerschaften
Zwischen Yverdon-les-Bains und folgenden Städten bestehen Städtepartnerschaften:
- Nogent-sur-Marne in der Region Île-de-France (Frankreich) seit 20. Juni 1964
- Winterthur im Kanton Zürich (Schweiz) seit 15. Juni 1969
- Prokuplje (Serbien) seit 6. September 1987
- Kagamino (Japan) seit 7. Oktober 1996
- Pontarlier in der Region Bourgogne-Franche-Comté (Frankreich) seit 20. Mai 2003
- Collesano auf Sizilien (Italien) seit 22. Oktober 2004

## Persönlichkeiten

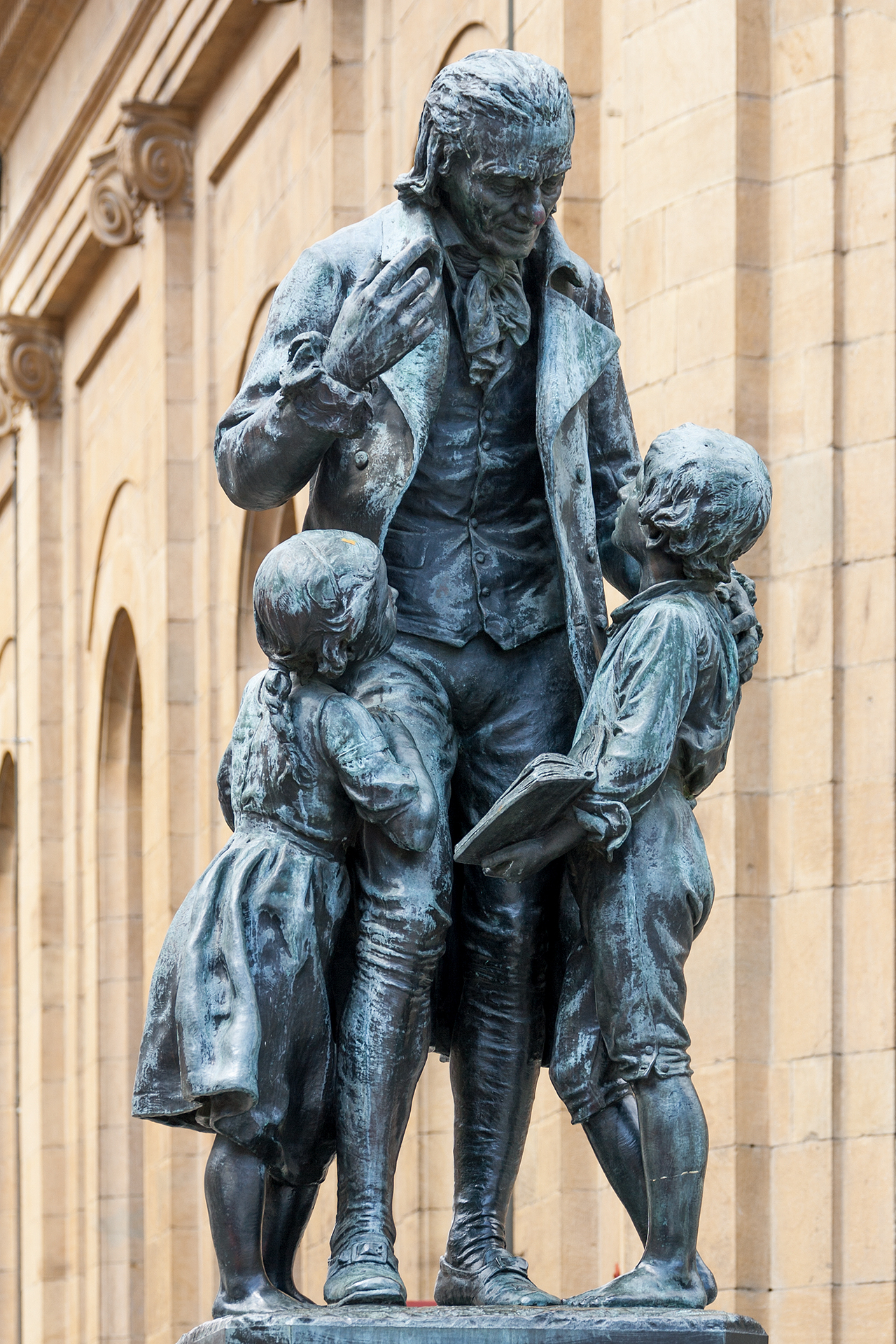
Pestalozzi-Denkmal in Yverdon

- Nicolas Doxat (1682–1738), General und Festungsbauer
- Frederick Haldimand (1718–1791), Militäroffizier und Gouverneur von Québec
- David-Philippe de Treytorrens (1721–1788), Offizier in fremden Diensten und Kaufmann
- Henri-François de Treytorrens (1729–1782), Kaufmann und Reeder
- Johann Heinrich Pestalozzi (1746–1827), Pädagoge, wirkte 1804 bis 1825 in Yverdon
- Pauline Buisson (1750–1826), eine in der Karibik geborene Sklavin, die in Yverdon tätig war
- François Rodolphe de Weiss (1751–1818), Politiker, Schriftsteller und Offizier
- Augustin Roguin (1768–1827), Kaufmann, Reeder, Sklavenhändler und Bürgermeister
- Louis Vulliemin (1797–1879), Theologe und Historiker
- Jules Correvon (1802–1865), Jurist und Politiker
- Élise de Pressensé (1826–1901), schweizerisch-französische Autorin und Wohltäterin
- Ernest Correvon (1842–1923), Jurist, Politiker, und Alpinist
- Henry Correvon (1854–1939), Gartenarchitekt und Schriftsteller
- Alfredo Dick (1865–1909), Unternehmer und Fußballfunktionär
- Louis Potterat (1869–1928), Bauingenieur
- Claude Verdan (1909–2006), Chirurg
- Françoise Perret (1919–1986), Journalistin und Politikerin
- Benno Besson (1922–2006), Schauspieler, Regisseur und Theaterleiter
- Suzanne Deriex (1926–2024), Schriftstellerin
- Rodolphe Kasser (1927–2013), Koptologe
- Rosette Poletti (* 1938), Pflegeexpertin, Bildungswissenschaftlerin und Schriftstellerin
- Claire Krähenbühl (* 1942), Schriftstellerin und Künstlerin
- Richard Aeschlimann (* 1944), Künstler
- Dario Gamboni (* 1954), Kunsthistoriker
- Ivor Malherbe (* 1962), Jazzmusiker und Moderator
- Valérie Boagno (1965–2019), Medienmanagerin
- Vassilis Venizelos (* 1977), Politiker
- Steve Zacchia (* 1982), Autorennfahrer
- Whitney Toyloy (* 1990), Miss Schweiz 2008
- Mika Domingues (* 1991), portugiesischer Fussballspieler
- Manuela Soto Sosa (* 1991), Mixed-Media-Künstlerin und Tätowiererin
- Sandrine Mauron (* 1996), Fussballspielerin
- Esteban Petignat (* 2000), Fussballspieler
- Mehdi Ben Romdhane (* 2001), Handballspieler
- Anel Husić (* 2003), Fußballspieler
- Iman Beney (* 2006), Fussballspielerin